# 片原一色城
片原一色城（かたはらいっしきじょう）は、愛知県稲沢市にあった日本の城（平城）。

## 概要
応永（1394年～1427年）頃の築城とされ、8代にわたり伊賀守の橋本氏が居城したとされる。慶長20年（1615年）一国一城令により廃城となった。城址の総面積は東西109メートル、南北73～91メートル。現在は神明社になっており、遺構は何も残っていない。

## 城主一覧
- 橋本宣都寺（1代目）
- 橋本寛勢（2代目）
- 橋本正秀（3代目）
- 橋本俊信（4代目）
- 橋本一巴（5代目）
- 橋本道一（6代目）
- 橋本道正（7代目）
- 橋本正太（8代目）

## 所在地
愛知県稲沢市片原一色町如来